# 111 (số)
111 (một trăm mười một) là một số tự nhiên ngay sau 110 và ngay trước 112.

## Trong hóa học
- Là số hiệu nguyên tử của nguyên tố Roentgeni (Rg)